# Calophya aurea
Calophya aurea är en insektsart som beskrevs av Leonard D. Tuthill 1942. Calophya aurea ingår i släktet Calophya och familjen Calophyidae. Inga underarter finns listade i Catalogue of Life.